# Edith Vane-Tempest-Stewart
Edith Helen Vane-Tempest-Stewart (née Chaplin ; 3 décembre 1878 - 23 avril 1959) est une personnalité mondaine influente au Royaume-Uni entre la Première Guerre mondiale et la Seconde Guerre mondiale, et une amie du premier Premier ministre travailliste, Ramsay MacDonald. Elle est une jardinière réputée et une écrivaine et éditrice.

## Jeunesse
Née sous le nom d'Edith Helen Chaplin à Blankney, dans le Lincolnshire, elle est la fille de Henry Chaplin, propriétaire foncier et homme politique conservateur et plus tard 1er vicomte Chaplin, et de Lady Florence Sutherland-Leveson-Gower. Après la mort de sa mère en 1881, Edith est élevée en grande partie au château de Dunrobin (Sutherland), domaine de son grand-père maternel, le troisième duc de Sutherland.

## Vie publique

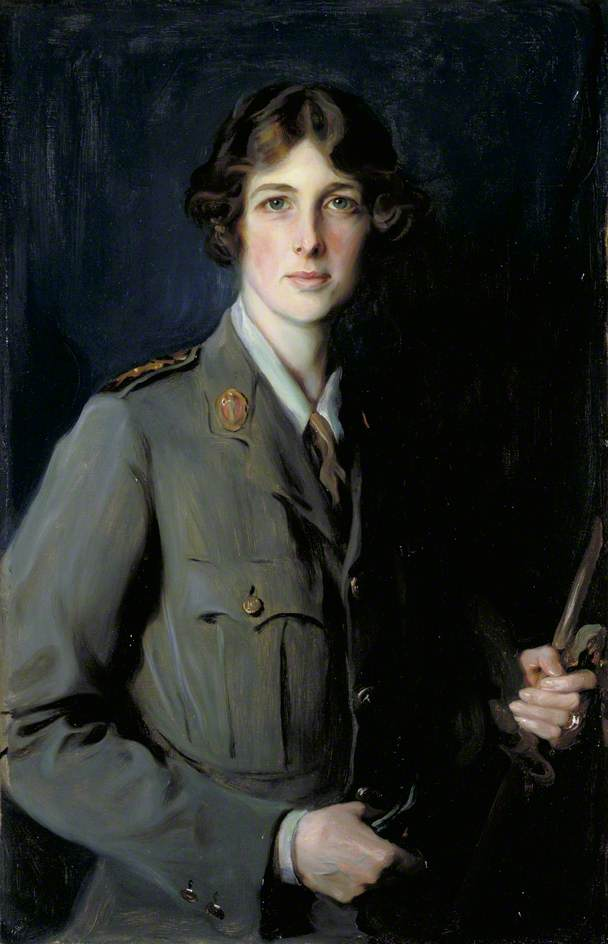
Lady Londonderry en uniforme de la Légion des femmes photographiée par Philip de László, 1918.

En 1903, elle est l'une des membres fondatrices et membre du premier comité du Ladies Automobile Club.
En 1914, après le déclenchement de la Première Guerre mondiale, elle est nommée colonel en chef de la Women's Volunteer Reserve (WVR), une force de volontaires formée de femmes qui remplacent les hommes qui ont quitté le travail et sont montés au front. Le WVR est créé en décembre 1914 en réponse aux bombardements allemands sur les villes de la côte Est pendant la Première Guerre mondiale.
Lady Londonderry aide également à l'organisation de l'hôpital des officiers installé dans sa maison et est la première femme à être nommée dame commandeur de l'ordre de l'Empire britannique dans la division militaire, lors de la création de l'ordre en 1917.
L'amitié de Lady Londonderry avec le Premier ministre Ramsay MacDonald, bien que platonique, est une source de commérages à son époque et est depuis devenue une amitié emblématique de l'histoire sociale anglaise.
En 1935, elle cofonde le Women's Gas Council, et en est la première présidente, assistée par la secrétaire organisatrice Katherine Halpin.

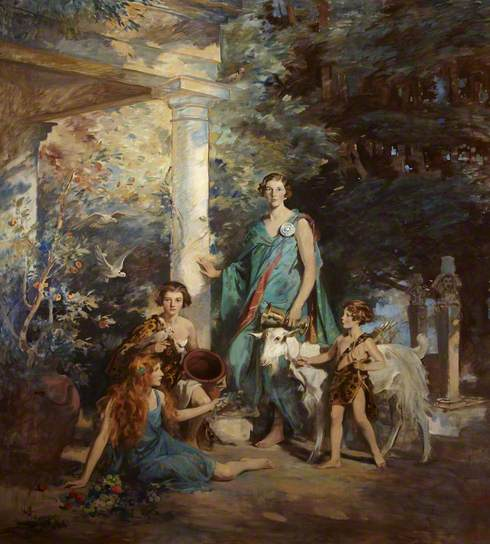
Circé et les sirènes : portrait de groupe de l'hon. Edith Chaplin, marquise de Londonderry, et ses trois plus jeunes filles, Charles Edmond Brock.

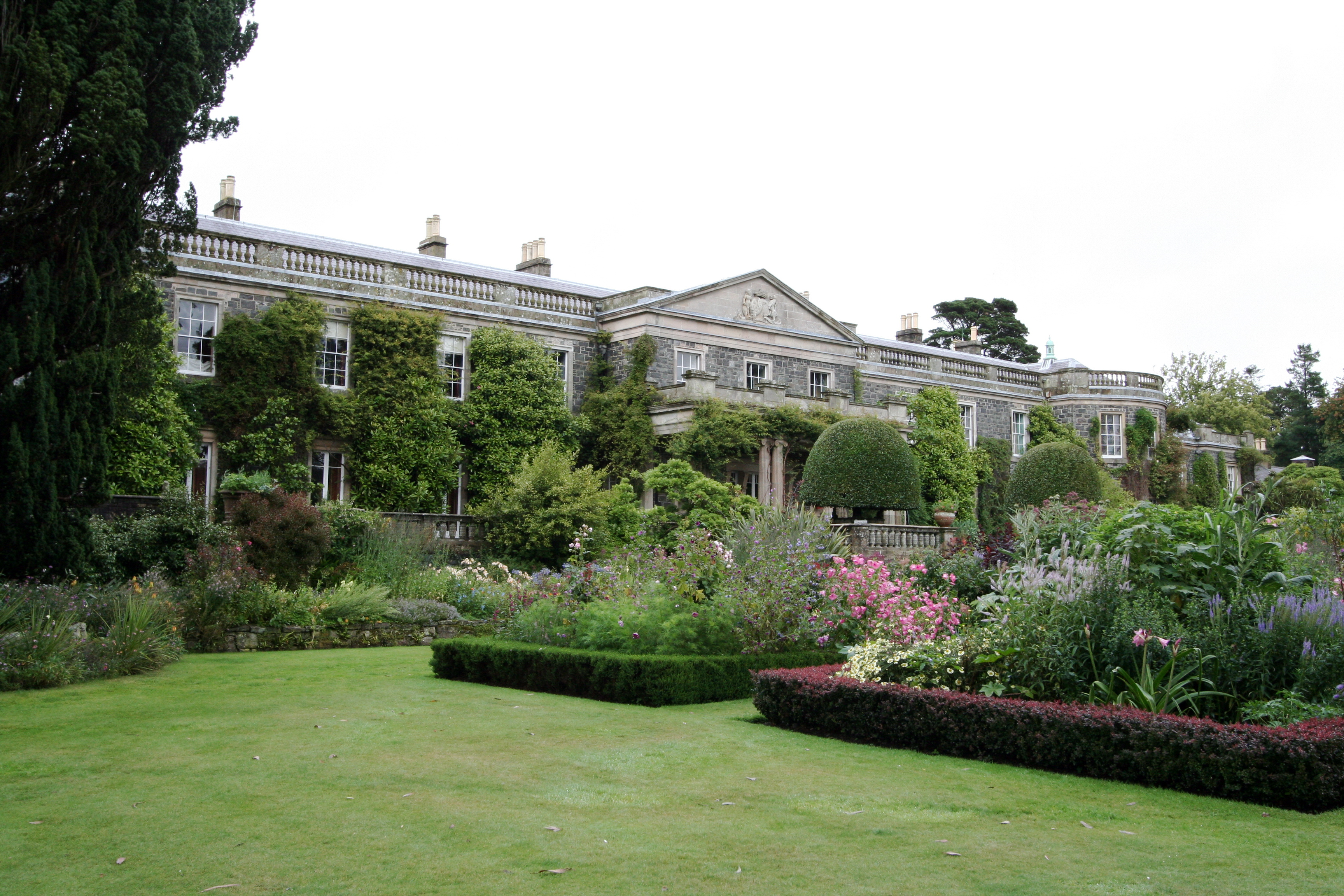
Plantation typiquement luxuriante contenue dans une bordure formellement coupée.

### Jardins
Lorsque son beau-père meurt en 1915, son mari hérite du titre, après quoi Edith devient marquise de Londonderry. Elle devient châtelaine de plusieurs grandes maisons conçues pour la réception, notamment Londonderry House, la maison de ville londonienne de la famille à Mayfair, et Mount Stewart, le siège de la famille dans le comté de Down. Ils possèdent également d'autres propriétés, telles que Seaham Hall et Wynward Park (en) dans le comté de Durham et Plas Machynlleth (en) au Pays de Galles.
Au cours des années 1920, Lady Londonderry crée les jardins du domaine familial Londonderry de Mount Stewart, près de Newtownards, dans le comté de Down. Elle ajoute le jardin Shamrock, le jardin en contrebas, augmente la taille du lac, ajoute un jardin espagnol avec une petite cabane, le jardin italien, la terrasse Dodo, la ménagerie, la piscine de la fontaine et aménage des promenades dans le bois de lys et le reste de le domaine. Ce changement radical a plus tard conduit à proposer les jardins comme site du patrimoine mondial de l'UNESCO. Elle est mécène du botaniste et collectionneur de plantes Frank Kingdon-Ward.
Après avoir créé son jardin et la mort de son mari, elle donne les jardins au National Trust en 1957. Ils sont considérés par Heritage Island comme l'un des meilleurs jardins de Grande-Bretagne et d'Irlande.

## Vie privée
Le 28 novembre 1899, elle épouse Charles Vane-Tempest-Stewart, vicomte Castlereagh. Ils ont tous les deux 21 ans. Son mari est soldat pendant la Première Guerre mondiale et est secrétaire d'État à l'Air dans les années 1930, préservant la Royal Air Force contre les restrictions budgétaires. Mais il soutient l'Allemagne nazie dans les années 1930. Il quitte le gouvernement en 1935. Ils ont cinq enfants :
- Lady Maureen Helen Vane-Tempest-Stewart (1900-1942), qui épouse Oliver Stanley.
- Edward Charles Stewart Robert Vane-Tempest-Stewart (1902–1955), connu sous le nom de Robin et qui devient le 8e marquis de Londonderry. Il épouse Romaine Combe en 1931.
- Lady Margaret Frances Anne Vane-Tempest-Stewart (1910-1966), qui épouse d'abord Alan Muntz (en) et ensuite Hugh Falkus (en).
- Lady Helen Maglona Vane-Tempest-Stewart (1911–1986), qui épouse d'abord Edward Jessel, 2e baron Jessel ; puis, Dennis Whittington Walsh ; et, enfin, Nigel Sundius-Hill.
- Lady Mairi Elizabeth Vane-Tempest-Stewart (1921–2009), qui épouse le vicomte Bury.

À la mort du 7e marquis, en 1949, Lady Londonderry devient marquise douairière de Londonderry . Elle meurt d'un cancer le 23 avril 1959, à l'âge de 80 ans.

## Ouvrages publiés
Lady Londonderry a écrit et/ou édité plusieurs livres, parmi lesquels :
- Henry Chaplin: A Memoir  (1926).
- The Magic Ink-Pot (1928).
- The Russian journals of Martha and Catherine Wilmot : being an account by two Irish ladies of their adventures in Russia as guests of the celebrated Princess Daschkaw, containing vivid descriptions of contemporary court life and society, and lively anecdotes of many interesting historical characters, 1803-1808  (1934).
- Retrospect (1938).
- Frances Anne: The Life and Times of Frances Anne, marquise de Londonderry and Her Husband, Charles, troisième marquis de Londonderry (1958).